# Maicol Rastelli
Maicol Rastelli (* 28. April 1991 in Sondalo) ist ein italienischer Skilangläufer.

## Werdegang
Rastelli nimmt seit 2011 am Skilanglauf-Alpencup teil. Dabei holte er im Februar 2014 in Campra über 3,3 km klassisch seinen ersten Cupsieg. Sein erstes Weltcuprennen lief er im Februar 2013 in Davos, welches er auf dem 33. Platz im Sprint beendete. Im März 2014 schaffte er in Drammen mit dem dritten Platz im Sprint seinen ersten Podestplatz im Skilanglauf-Weltcup. Bei den nordischen Skiweltmeisterschaften 2015 in Falun belegte er den 15. Platz im Sprint. Im September 2015 gewann er bei den Rollerski-Weltmeisterschaften 2015 im Val di Fiemme die Goldmedaille im 10-km-Berglauf. In der Saison 2015/16 kam er im Weltcup zweimal in die Punkteränge. Seine beste Platzierung dabei war der 17. Platz über 15 km klassisch in Toblach. Bei der Nordic Opening in Ruka zu Beginn der Saison 2015/16 errang er den 59. Platz. In der Saison 2016/17 belegte er den 64. Platz bei der Weltcup-Minitour in Lillehammer und den 39. Rang bei der Tour de Ski 2016/17. Zum Saisonende gewann er im Alpencup die Minitour in Seefeld in Tirol und die Gesamtwertung. Zudem holte er im Alpencup zwei Siege und kam einmal auf den zweiten und einmal auf den dritten Platz. In der folgenden Saison errang er den 77. Platz beim Ruka Triple und den 44. Platz beim Weltcupfinale in Falun. Zudem siegte er im Alpencup in Campra im Sprint und belegte in Prémanon den zweiten Platz über 15 km klassisch. Bei den Olympischen Winterspielen 2018 in Pyeongchang lief er auf den 26. Platz im Sprint, auf den 19. Rang im 50-km-Massenstartrennen und auf den siebten Platz mit der Staffel.
Im folgenden Jahr belegte Rastelli bei den Nordischen Skiweltmeisterschaften in Seefeld in Tirol den 53. Platz über 15 km klassisch und den zehnten Rang mit der Staffel. In der Saison 2020/21 errang er den 56. Platz beim Ruka Triple und den 27. Platz im Sprint bei den Nordischen Skiweltmeisterschaften in Oberstdorf. In der folgenden Saison kam er bei der Tour de Ski 2021/22 auf den 32. Platz und bei den Olympischen Winterspielen 2022 in Peking auf den 52. Platz über 15 km klassisch sowie auf den 51. Rang im Sprint.

## Erfolge

### Siege bei Continental-Cup-Rennen
| Nr. | Datum             | Ort              | Disziplin                   | Serie    |
| --- | ----------------- | ---------------- | --------------------------- | -------- |
| 1.  | 14. Februar 2014  | Campra           | 3,3 km klassisch            | Alpencup |
| 2.  | 18. Dezember 2016 | Goms             | 15 km Freistil Massenstart  | Alpencup |
| 3.  | 18. März 2017     | Seefeld in Tirol | 15 km klassisch             | Alpencup |
| 4.  | 19. März 2017     | Seefeld in Tirol | Gesamtwertung Etappenrennen | Alpencup |
| 5.  | 5. Januar 2018    | Campra           | Sprint klassisch            | Alpencup |

## Teilnahmen an Weltmeisterschaften und Olympischen Winterspielen

### Olympische Spiele
- 2018 Pyeongchang: 7. Platz Staffel, 17. Platz 50 km klassisch Massenstart, 25. Platz Sprint klassisch
- 2022 Peking: 51. Platz Sprint Freistil, 52. Platz 15 km klassisch

### Nordische Skiweltmeisterschaften
- 2015 Falun: 15. Platz Sprint klassisch
- 2019 Seefeld in Tirol: 10. Platz Staffel, 53. Platz 15 km klassisch
- 2021 Oberstdorf: 27. Platz Sprint klassisch

## Platzierungen im Weltcup

### Weltcup-Statistik
Die Tabelle zeigt die erreichten Platzierungen im Einzelnen.
- 1.–3. Platz: Anzahl der Podiumsplatzierungen
- Top 10: Anzahl der Platzierungen unter den ersten zehn
- Punkteränge: Anzahl der Platzierungen innerhalb der Punkteränge
- Starts: Anzahl gelaufener Rennen in der jeweiligen Disziplin
- Hinweis: Bei den Distanzrennen erfolgt die Einordnung gemäß FIS.

| Platzierung               | Distanzrennen a | Distanzrennen a | Distanzrennen a | Distanzrennen a | Distanzrennen a | Skiathlon Verfolgung | Sprint | Etappen- rennen b | Gesamt | Team   | Team    |
| Platzierung               | ≤ 5 km          | ≤ 10 km         | ≤ 15 km         | ≤ 30 km         | > 30 km         | Skiathlon Verfolgung | Sprint | Etappen- rennen b | Gesamt | Sprint | Staffel |
| ------------------------- | --------------- | --------------- | --------------- | --------------- | --------------- | -------------------- | ------ | ----------------- | ------ | ------ | ------- |
| 1. Platz                  |                 |                 |                 |                 |                 |                      |        |                   |        |        |         |
| 2. Platz                  |                 |                 |                 |                 |                 |                      |        |                   |        |        |         |
| 3. Platz                  |                 |                 |                 |                 |                 |                      | 1      |                   | 1      |        |         |
| Top 10                    |                 |                 |                 |                 |                 |                      | 1      |                   | 1      |        | 1       |
| Punkteränge               |                 |                 | 10              |                 |                 |                      | 21     |                   | 31     | 5      | 1       |
| Starts                    | 1               | 7               | 31              | 2               | 1               | 17                   | 51     | 10                | 120    | 5      | 1       |
| Stand: Saisonende 2021/22 |                 |                 |                 |                 |                 |                      |        |                   |        |        |         |

### Weltcup-Gesamtplatzierungen
| Saison  | Gesamt | Gesamt | Distanz | Distanz | Sprint | Sprint |
| Saison  | Punkte | Platz  | Punkte  | Platz   | Punkte | Platz  |
| ------- | ------ | ------ | ------- | ------- | ------ | ------ |
| 2013/14 | 60     | 83.    | -       | -       | 60     | 37.    |
| 2014/15 | 16     | 124.   | -       | -       | 16     | 68.    |
| 2015/16 | 33     | 94.    | 14      | 69.     | 19     | 62.    |
| 2016/17 | 6      | 151.   | -       | -       | 6      | 86.    |
| 2017/18 | 74     | 63.    | 41      | 54.     | 33     | 46.    |
| 2018/19 | 40     | 87.    | 21      | 71.     | 19     | 56.    |
| 2019/20 | 46     | 77.    | -       | -       | 41     | 45.    |
| 2020/21 | 9      | 123.   | -       | -       | 9      | 75.    |
| 2021/22 | 26     | 91.    | 8       | 73.     | 8      | 75.    |